# Opstapdag
Een opstapdag is een kennismakingsdag voor mensen die interesse hebben in motorrijden.
Opstapdagen werden in het begin van de jaren tachtig voor het eerst door de RAI georganiseerd. Niet-motorrijders kregen de kans een korte proefrit te maken. De ANWB organiseerde tevens opstapdagen door heel Nederland heen. Later zijn er ook opstapdagen gekomen voor zijspan, scooter, quad en elektrische fietsen.